# مفاتیح الارزاق
مفاتیح الارزاق یا «کلید در گنج‌های گهر»، عنوان کتابی در سه جلد دربارهٔ کشاورزی به قلم محمد یوسف نوری (متوفی ۱۳۰۲ق) از مستوفیان دوره ناصری است.
مفاتیح الارزاق در سال ۱۲۶۳ش/۱۸۸۴م تألیف شده‌است. این کتاب در سال ۱۳۸۱ توسط انتشارات انجمن آثار و مفاخر فرهنگی در تهران منتشر شده‌است.